# 河內證券交易所
河內證券交易所（越南语：／）總部位於越南河內市。

## 历史
成立于2005年3月，目前主要投資股票及債券市場，是自從胡志明市證券交易所成立後以來，成立第二家證券交易所。在2006年底，本交易所連同胡志明市證券交易所市價總值合共140億美元(約1091億港元及1091億人民幣)，以及越南國民生產總值達到22.7%。
2020年，河内证券交易所改为纯债券市场交易，股票交易转移至胡志明市证交所。同年12月23日，越南总理签署No. 37/2020/QD-TTgh号总理令，成立越南证券交易所，胡志明市证券交易所和河内证券交易所成为其下属机构。

## 參閱
- 胡志明市證券交易所

## 外部連結
- 河內證券交易所 （页面存档备份，存于）